# Шизофрения
Шизофренията (от гръцки: σχιζοφρένεια – „разстройство на диафрагмата“, тъй като в миналото се смятало, че душата се помещава в диафрагмата) е психическо разстройство, характеризиращо се с нарушение на мисловните процеси и емоционалните реакции. Заболяването най-често се проявява със слухови халюцинации, параноични или фантасмагорични налудности или дезорганизираност на говора и мисленето и е придружено от значителна социална дисфункция и нарушена работоспособност. Първоначалните симптоми обикновено се проявяват в ранна млада възраст, като заболяването засяга около 0,3 – 0,7% от населението на Земята. Диагнозата се определя въз основа на наблюдавано поведение и на съобщените от пациента преживявания.
Шизофренията е вид психоза с многобройни прояви (бълнуване, халюцинации, нервно-психична възбуда и др.), водеща до нарушаване на психичната дейност, обезличаване на характера на индивида, влошена приспособимост към трудовите и социалните условия.
Генетичните предпоставки, средата в ранна възраст, неврологичните и психологическите и социални процеси играят важна роля за евентуално развиване на заболяването. Някои рекреационни лекарства, включително отпускани по лекарско предписание, могат да причинят или да влошат симптомите. Понастоящем изследванията са съсредоточени върху ролята на микробиологията, въпреки че до момента не е открита конкретна органична причина. Множеството възможни комбинации от симптоми провокират спорове относно това дали диагнозата трябва да представя само едно разстройство, или по-голям брой обособени синдроми. По тази причина, когато въвежда името, Ойген Блойлер определя болестта като шизофрении (множествено число). Въпреки етимологията на термина обаче от древногръцките корени схизон (σχίζειν – „разкъсвам, разцепвам“) и френ (φρήν, φρεν – „мисъл, разсъдък“) шизофренията не е „раздвояване на съзнанието“ и не трябва да се обърква с „дисоциативното разстройство на личността“, познато още като разстройство на „раздвояване на личността“, с което общественото мнение често погрешно я свързва.
При болните с шизофрения обикновено е налице увеличена допаминова активност в мезолимбичната пътека на мозъка и съответно основното поддържащо лечение е прилагане на антипсихотично лекарство, което потиска главно дейността на допаминовите (а понякога и на серотониновите) рецептори. Прилаганите понастоящем дози антипсихотици са по-ниски, отколкото в ранните десетилетия на тяхната употреба. Психотерапията и професионалната и социалната рехабилитация също са важни средства за лечението. При повечето сериозни случаи, когато болният представлява риск за себе си или за други хора, може да е необходима принудителна хоспитализация, въпреки че в днешно време болничният престой е по-кратък и се налага по-рядко, отколкото в миналото.
Смята се, че заболяването засяга главно когнитивните (познавателните) способности, но обикновено допринася и за хронични поведенчески и емоционални проблеми. Хората с шизофрения са с по-голяма вероятност да имат и допълнителни (коморбидни) (съпътстващи) състояния, в това число голяма депресия и тревожни разстройства. Вероятността от развиване на злоупотреба с психоактивни вещества е почти 50%. Болните често са обременени и от социални проблеми като безработица, бедност и бездомност. Средната очаквана продължителност на живот на хората с шизофрения е с 12 до 15 години по-малко, отколкото при хората, които не страдат от заболяването, в резултат на увеличени проблеми с физическото здраве и на по-високия процент на случаите на самоубийство (около 5%).

## Признаци и симптоми
Болният от шизофрения може да получава халюцинации (най-често съобщавани са чуване на гласове), налудности (често фантасмагорични по характер или свързани с чувство за преследване) и дезорганизираност на говора и мисленето. Последното може да варира от загубване на нишката на мисълта до изразяване на изречения, които са само бегло свързани по смисъл или до пълна смислова несвързаност, позната още като „словесна салата“, в по-тежките случаи. Социалната изолация, занемаряването на облеклото и личната хигиена, загубата на мотивация и способност за преценка са обичайни явления при шизофрения.
Обикновено се наблюдава модел на емоционална затрудненост, например липса на адекватни емоционални реакции. Шизофренията често се свързва и с нарушение в социалната когниция, както и със симптоми на параноя, а често се наблюдават и прояви на социална изолация. Обикновено болният изпитва затруднения с работната и дългосрочната памет, вниманието, изпълнителните функции на паметта и скоростта на осмисляне на информацията. При един не толкова често срещан подтип болният може да демонстрира продължителна липса на говор, да застива неподвижно в причудливи пози или да показва безпричинно раздразнение. Всички тези прояви са признаци на кататония.
Късната юношеска и ранната зряла възраст са върхови периоди за началната проява на шизофрения, критични години при подрастващите за тяхното социално и професионално развитие. При 40% от мъжете и 23% от жените, диагностицирани с шизофрения, първоначалната проява на заболяването е била преди 19-годишна възраст. В последно време се полагат много усилия да се сведе до минимум свързаното с шизофренията нарушение в развитието чрез идентифициране и лечение в продормалната фаза (преди първата проява) на заболяването, което може да се установи до 30 месеца преди първата проява на симптомите. Хората, които впоследствие развият шизофрения, може да имат преходни или самоограничаващи се психотични симптоми, както и неспецифични симптоми на социално отдръпване, раздразнителност, дисфория и непохватност в продормалната фаза.
Според съвременните класификации шизофренията най-общо бива параноидна, кататонна, хебефренна и обикновена. Най-често срещана е параноидната. Типични за нея са напрегнатост, обърканост, неоснователен страх от преследване. Когато се чувстват застрашени, пациентите може да проявят агресия като форма на самозащита. Може също да имат слухови и визуални халюцинации.
Нито един от признаците обаче сам по себе си не е причина за поставяне на диагноза на шизофрения. Всеки от тези признаци може да се проявява и при други медицински и психиатрични синдроми. Съгласно съвременната класификация на психозите, за да се постави диагноза, тези симптоми трябва да са били демонстрирани в продължение на поне един месец през период от най-малко шест месеца на нарушеното функциониране.

### Класификация на Шнайдер
В началото на ХХ в. психиатърът Курт Шнайдер посочва формите на психотични симптоми, които по негово мнение разграничават шизофренията от други психотични разстройства. Тези симптоми се наричат симптоми от първи ранг или симптоми от първи ранг на Шнайдер. Те включват налудни убеждения на болния, че е контролиран от някаква външна сила, убеденост, че някой насажда или изважда мисли от съзнанието му, убеденост, че мислите му се излъчват и предават на други хора и слухови халюцинации, при които болният чува гласове, които коментират мислите или действията му или които провеждат разговори с други халюцинирани гласове. Въпреки че приносът им в съвременните диагностични критерии е значителен, чувствителността на тестването на симптомите от първи ранг остава под въпрос. Един преглед на диагностичните проучвания, правени между 1970 г. и 2005 г., установява, че тези проучвания не могат нито да потвърдят, нито да отхвърлят твърденията на Шнайдер и заключава, че симптомите от първи ранг следва да не бъдат особено изтъквани при бъдещи промени на диагностичните системи.

### Позитивни и негативни симптоми
Шизофренията често бива описвана по отношение на позитивните и негативните (или дефицит) симптоми на заболяването. Позитивни са тези симптоми, които повечето хора обикновено не изпитват, но са налице при хората с шизофрения. Те може да включват налудности, дезорганизирани мисли и говор и тактилни, слухови, визуални, обонятелни и вкусови халюцинации, които обикновено се считат за прояви на психоза. Освен това халюцинациите са характерно свързани със съдържанието на темата на налудността. Позитивните симптоми обикновено се повлияват добре от медикаментозно лечение.
Негативните симптоми представляват дефицити на нормални емоционални реакции или на други мисловни процеси и не се поддават толкова добре на медикаментозно лечение. Тези симптоми често включват притъпен или изравнен афект и емоции, бедност на речта (алогия), неспособност да се изпита удоволствие (анхедония), липса на желание за създаване на социални връзки (десоциализация) и липса на мотивация (аволиция). Изследванията заключават, че негативните симптоми допринасят в по-голяма степен за незадоволително качество на живота, функционална неспособност и превръщане на болния в бреме за околните, отколкото позитивните симптоми. Хората с изразени негативни симптоми често са имали история на лоша преценка преди първоначалната проява на заболяването и реакцията към медикаментозно лечение често е ограничена.

## Причини
Главна роля за развиване на заболяването шизофрения играе комбинация от генетични фактори и фактори на средата. Хора с установена фамилна обремененост от шизофрения, които имат преходна или самоограничаваща се психоза, са с 20 – 40% шанс да бъдат диагностицирани година по-късно.

### Генетични фактори
Изчисляването на потенциалната наследственост варира, тъй като е трудно да се разграничат ефектите на генетичните фактори от тези на факторите на средата. Най-голям риск от развиване на шизофрения има при хора с роднина от първа линия, който страда от заболяването (рискът е 6,5%), повече от 40% от монозиготните близнаци на хора с шизофрения също биват засегнати. В това най-вероятно вземат участие множество гени, всеки от които с малък ефект и неизвестна трансмисия и експресия. Правени са предположения за много възможни кандидати, в това число специфични вариации на броя на генетичните копия, NOTCH4 и огнища на хистонови протеини. Редица геномни асоциации, като например цинк-палцовия протеин 804A, също са свързвани със заболяването. Съществува значително припокриване в генетичните фактори на шизофренията и биполярното разстройство.
Дори да се приеме наследствената основа, остава обаче открит един въпрос от еволюционната психология, защо са еволюирали гените, които увеличават вероятността от психоза, като се има предвид, че това състояние е маладаптивно от еволюционна гледна точка. Една от теориите предполага, че за това са отговорни гените, които вземат участие в еволюцията на речта и човека, но до момента подобни идеи са само теоретични предположения. 

### Фактори на средата
Факторите на средата, които се свързват с развиването на шизофрения включват битова среда, употреба на наркотици и пренатални стресори. Характеристиките на родителската среда обаче не представляват основен ефект, въпреки че болните, израснали в атмосфера на положителна родителска подкрепа се справят по-добре, отколкото тези, които са израснали с критични или недружелюбно настроени родители. Установено е, че животът в градска среда по време на детството или в зряла възраст увеличава риска от шизофрения два пъти, в допълнение на вече отчетените фактори на употреба на наркотици, етническа принадлежност и размер на социалната група. Други фактори, които играят важна роля, включват социална изолация и имиграция, свързани с нисък социален статус, расова дискриминация, деградирала семейна среда, безработица и лоши битови условия.

#### Злоупотреба с психоактивни вещества
С развиването на шизофрения са свързани редица психоактивни вещества, като например канабис, кокаин и амфетамини. Около половината от засегнатите от шизофрения са с прекомерна употреба на наркотици и/или алкохол. Ролята на канабиса може да е каузална, но други наркотични средства може да се използват от болните като средства за справяне с депресия, безпокойство, скука и самота.
Канабисът се асоциира с дозозависимо увеличаване на риска от развиване на психотично разстройство, като честата употреба се свързва с двукратно увеличаване на риска от психоза и шизофрения. Но въпреки че канабисът се приема от много учени за допринасяща причина за шизофрения, ролята му все пак остава противоречива. Амфетамините, кокаинът и в по-малка степен алкохолът могат да доведат до психоза, която се проявява по много подобен на шизофрения начин. Въпреки че по принцип не се смята за причина за заболяването, процентът на употреба на никотин е по-висок сред болните от шизофрения, отколкото сред останалите хора най-общо.

#### Фактори по време на развитието
Фактори като хипоксия и инфекция или стрес и недохранване във фазата на вътреутробното развитие на плода може да доведат до леко увеличаване на риска от шизофрения в по-късен етап от живота. Сред хората с шизофрения вероятността да са родени през зимата или пролетта е по-голяма (поне в северното полукълбо), което може да се дължи на повишеното излагане на вируси in utero (в утробата). Тази разлика е около 5 до 8%.

## Механизми
Правени са редица опити да се обясни връзката между промените в мозъчната функция и шизофренията. Един от най-популярните е допаминовата хипотеза, според която психозата се дължи на погрешната интерпретация на съзнанието вследствие на неправилно функциониране на допаминергичните неврони.

### Психологични
Множество психологични процеси са посочвани като свързани с шизофренията. При хората с поставена вече диагноза, както и при тези, които са под риск от заболяването, са идентифицирани когнитивни склонности, особено когато лицата са под стрес или в объркващи ситуации. Някои от когнитивните особености може да са отражение на общи неврокогнитивни дефицити, като например загуба на памет, а други може да са свързани с конкретни проблеми и преживявания.
Въпреки демонстрираната проява на изравнен афект, според последни наблюдения много от хората, диагностицирани с шизофрения, всъщност имат емоционални реакции особено към стресови или негативни стимули и именно тази чувствителност може да причини уязвимост към поява на определени симптоми или на заболяването. Някои факти подсказват, че съдържанието на налудните идеи и психотичните изживявания може да отразява емоционални реакции, свързани със заболяването и това как конкретният човек интерпретира подобни преживявания може да повлияе на симптоматологията. Използването на „безопасни поведенчески схеми“ за избягване на въображаеми заплахи може да допринесе за хроничния характер на налудностите. Допълнително доказателство за ролята на психологическите механизми са постиганите ефекти на психотерапиите върху симптомите на шизофренията.

### Неврологични
Шизофренията се свързва с леки отклонения в мозъчните структури, откривани при 40 до 50% от случаите, както и в мозъчната химия по време на остри психотични състояния. Проучвания с използване на невропсихологични изследвания и технологии за мозъчно сканиране, като например функционален ЯМР и PET за изследване на функционалните различия в мозъчната активност показват, че наблюдаваните разлики се проявяват най-често във фронталните лобове, хипокампуса и темпоралните лобове. Наблюдаван е намален мозъчен обем в областите на фронталния кортекс и темпоралните лобове, но по-малко, отколкото се открива при болест на Алцхаймер. Не е изяснено дали описаните промени в обема са прогресивни или вече са съществували преди началната проява на заболяването. Тези различия са свързвани с неврокогнитивни дефицити, които от своя страна често се свързват с шизофрения. Поради редуването на невралните вериги, алтернативно се предлага шизофренията да бъде приемана като сбор от нервно-развойни разстройства.
Особено внимание се съсредоточава върху функцията на допамина в мезолимбичната пътека на мозъка. Вниманието се дължи главно на случайно направеното откритие, че фенотиазиновите лекарствени средства, които блокират функцията на допамина, могат да намалят психотичните симптоми. Това се подкрепя също и от факта, че амфетамините, които провокират отделянето на допамин, могат да влошат психотичните симптоми при шизофрения. Хипотезата за влиянието на допамина при шизофренията предполага, че причината за (позитивните симптоми) шизофрения е прекомерното активиране на D2 рецепторите. Въпреки че се приема в продължение на около 20 години въз основа на блокиращия ефект на D2, който е обща характеристика на всички антипсихотични средства, доказателства в подкрепа на хипотезата са представени едва в средата на 90-те години чрез изследвания с PET и SPECT сканиране. Понастоящем допаминовата хипотеза се счита за твърде опростена, отчасти защото по-новите психотични лекарства (атипични антипсихотици) могат да бъдат също толкова ефикасни, както и по-старите лекарства (типични антипсихотици), но те оказват влияние също и върху функцията на серотонина и може да имат малко по-слаб ефект на блокиране на допамина.
Интересът се съсредоточава също и върху невротрансмитера глутамат и понижената функция на глутаматния MNDA-рецептор при шизофрения, главно поради поднормено ниските нива на глутаматни рецептори, установени при изследване на мозъка на починали хора, които приживе са били с диагноза на шизофрения и откритието, че лекарства, които блокират глутамата, като например фенциклидин и кетамин, могат да предизвикат симптоми и когнитивни проблеми, наподобяващи тези на заболяването. Понижената функция на глутамата се свързва с лоши функционални резултати при изследвания на функцията на фронталните лобове и хипокампуса, а освен това глутаматът може да влияе и върху функцията на допамина. И двете явления се свързват с шизофрения и това дава основание да се предполага, че пътищата на глутамата играят важна опосредстваща (и вероятно каузална) роля при заболяването. Прилагането на глутаматергични лекарства обаче не помага особено за позитивните симптоми.

## Диагностициране
Диагноза на шизофрения се поставя въз основа на критериите на издавания от Американската психиатрична асоциация Диагностичен и статистически наръчник на психичните разстройства, издание DSM-IV-TR (ДСН) или на приетата от Световната здравна организация Международна статистическа класификация на болестите и проблемите, свързани със здравето, МКБ-10. Тези критерии използват съобщаваните от самия болен преживявания, както и съобщаваните аномалии в поведението, след което се прави клинична оценка, провеждана от специалист-психиатър. Симптомите, свързвани с шизофрения, се проявяват при болните в хода на заболяването и трябва да достигнат определена степен на тежест, преди да може да бъде поставена диагноза. Към 2009 г. все още не съществува обективен тест.

### Критерии
Критериите на МКБ-10 обикновено се използват в европейските страни, а критериите на DSM-IV-TR се използват в Съединените щати и останалата част от света, както и в повечето изследователски проучвания. Критериите на МКБ-10 наблягат повече върху симптоми от първи ранг на Шнайдер. На практика между двете системи има много съответствия.
Според четвъртото издание на “Диагностичния и статистически наръчник на психичните разстройства" (DSM-IV-TR), за да се постави диагноза на шизофрения, трябва да са задоволени три диагностични критерия:

1. Характерни симптоми: Два или повече от следните, всеки от които присъства през повечето време в продължение на период от един месец (или по-малко, ако симптомите се възобновят при наличие на прилагано лечение):
  - налудности;
  - халюцинации;
  - дезорганизиран говор, който е проява на формално разстройство на мисленето;
  - силно дезорганизирано поведение (напр. неуместно облекло, често плачене) или кататонно поведение;
  - негативни симптоми: изравнен афект (липсващи или значително понижени емоционални реакции), алогия (липсващ или значително ограничен говор) или аволиция (липсваща или значително понижена мотивация);

Ако се прецени, че налудностите са фантасмагорични или халюцинациите се изразяват в чуване на един глас, който постоянно прави коментар на действията на пациента или чуване на два или повече гласа, които разговарят помежду си, тогава е достатъчно да е налице само по-горният симптом. Критерият за дезорганизиран говор се счита за задоволен само ако симптомът е достатъчно тежък, така че да нарушава в значителна степен комуникацията.

1. Социална и професионална дисфункция: В продължение на значителен период от време от първоначалната проява на заболяването една или повече от главните сфери на функциониране, като например работа, междуличностни отношения или лични грижи, са доста под нивото, на което са били преди първата проява на заболяването.
2. Значителна продължителност: Симптомите на смущението продължават да са налице през период от най-малко шест месеца. Този шестмесечен период трябва да включва поне един месец със симптоми (или по-малко, ако симптомите се възобновяват и при прилагане на лечение).

Ако има признаци на смущение в продължение на повече от месец, но по-малко от шест месеца, се поставя диагноза на шизофреноформно разстройство. Ако има психотични симптоми, които продължават по-малко от месец, може да се постави диагноза на краткотрайно психотично разстройство, а много други състояния може да се класифицират като неопределено по друг начин психотично разстройство. Не може да се постави диагноза на шизофрения, ако са налице главно симптоми на афективно разстройство (въпреки че е възможно да се постави диагноза на шизоафективно разстройство) или ако са налице симптоми на первазивно разстройство на развитието, освен ако заедно с това няма и изразени налудности и халюцинации, или ако симптомите не са пряка физиологична последица от физическо състояние или употреба на психоактивни вещества, като например злоупотреба с наркотици или лекарства.

### Подтипове
DSM-IV-TR представя пет подкласификации на шизофрения, въпреки че авторите на DSM-5 (ДСН-5) препоръчват те да отпаднат от новата класификация:
- Параноиден тип: Налице са налудности или слухови халюцинации, но няма разстройство на мисленето, дезорганизирано поведение или притъпен афект. Налудностите са за преследване и/или грандиозност, но може да са и с тематика на ревност, религиозност или соматизация. (ДСН код 295.3/ИКБ код F20.0)
- Дезорганизиран тип: Наричана в МКБ хебефренна шизофрения. Налице са едновременно разстройство на мисленето и притъпен афект. (ДСН код 295.1/ИКБ код F20.1)
- Кататонен тип: Пациентът може да е почти обездвижен или да демонстрира нервни, безцелни движения. Симптомите може да включват кататонен ступор и восъчна гъвкавост. (ДСН код 295.2/ИКБ код F20.2)
- Недиференциран тип: Налице са психотични симптоми, но не са задоволени критериите за параноиден, дезорганизиран или кататонен тип. (ДСН код 295.9/ИКБ код F20.3)
- Резидуален тип: Налице са позитивни симптоми, но с ниска степен на интензивност. (ДСН код 295.6/ИКБ код F20.5)

МКБ-10 определя два допълнителни подтипа:
- Постшизофренна депресия: Епизод на депресия, който се появява след шизофренно заболяване и при който все още може да са налице някои по-слаби шизофренни симптоми. (МКБ код F20.4)
- Обикновена шизофрения: Скрито и прогресивно развиване на изразено негативни симптоми, без никаква история на психотични епизоди. (МКБ код F20.6)

### Диференциална диагноза
Вижте пояснителната страница за други значения на Двойна диагноза.
Психотични симптоми може да има и при няколко други психични заболявания, в това число биполярно разстройство, гранично личностно разстройство, наркотична интоксикация и предизвикана от наркотични вещества психоза. Налудности („нефантасмагорични“) има и при налудно разстройство, а социално отдръпване се наблюдава при социално тревожно разстройство, отбягващо разстройство на личността и шизотипно разстройство на личността. Шизофренията се съпровожда паралелно от обсесивно-компулсивно разстройство (ОКР) твърде често, за да може това да бъде отдадено на случайност, въпреки че може да е трудно да се разграничат обсесиите, които се проявяват при ОКР от налудностите на шизофренията.
Може да са необходими по-подробни медицински и неврологични оценки, за да се изключат медицински заболявания, които в редки случаи могат да предизвикат психотични симптоми, подобни на шизофрения, като например метаболитно нарушение, системна инфекция, сифилис, ХИВ инфекция, епилепсия и мозъчни лезии. Може да се наложи да се изключи делириум, който се отличава с визуални халюцинации, остро начало на проявите и променливо ниво на съзнание и е признак на съществуващо медицинско заболяване. Обикновено не се правят повторни изследвания при възобновяване на епизодите, освен ако няма специфично медицинско показание или ако не са налице възможни нежелани реакции от антипсихотично лекарство.

## Превенция
За момента няма достатъчно доказателства относно ефикасността на ранната интервенция за предотвратяване на шизофрения. Въпреки че съществуват известни доказателства, че ранната интервенция при хората с психотичен епизод може да подобри краткотрайния резултат от епизодите, ползата от тези мерки след период от пет години е малка. Опитите да се предотврати шизофренията в продормалната фаза са с неустановена полза и по тази причина от 2009 г. насам не се препоръчват. Превенцията се оказва трудна, тъй като не са открити надеждни маркери за развиване на заболяването на по-късен етап в живота. Някои от случаите на шизофрения обаче могат да бъдат забавени или предотвратени, като се избягва употребата на канабис, особено сред младежите. Хората с фамилна анамнеза на шизофрения може да са по-податливи на предизвикана от канабис психоза. Едно проучване откри, че в приблизително половината от случаите предизвиканите от канабис психотични разстройства са последвани от постоянни психотични състояния.
Теоретичните изследвания продължават с разработването на стратегии, които могат да намалят случаите на поява на шизофрения. Един от подходите се опитва да установи какво се точно случва на генетично и неврологично ниво, което допринася за заболяването, така че да могат да бъдат разработени подходящи биомедицински интервенции. Многото и различни генетични ефекти, всеки от които влияещ в малък размер, взаимодействащи с факторите на средата, правят тази задача много трудна. Като бъдеща алтернатива различни стратегии в сферата на здравеопазването може да бъдат селективно насочени към социално-икономически фактори, които се свързват с по-висок процент на шизофрения при определени групи, например по отношение на имиграция, етническа принадлежност или бедност. Стратегиите сред населението могат да популяризират услуги в помощ на безопасно протичане на бременността, здравословно развитие, включително в определени области на психическото развитие, като например социалната когниция. За момента обаче няма достатъчно доказателства, така че тези идеи да може да бъдат приложени, а освен това съществуват и ред по-големи проблеми, които не са специфични само за заболяването шизофрения.

## Овладяване
Основно лечение при шизофрения са антипсихотичните лекарства, често в комбинация с психологични и социални помощни средства. При тежки епизоди може да се наложи хоспитализация, доброволна или (ако това се допуска от законовите разпоредби, касаещи психичното здраве) принудителна. Дългосрочната хоспитализация не е обичайно прилагана мярка от началото на деинституционализацията, която започна през 50-те години на ХХ век, въпреки че понякога все още се прилага. По-обичайни мерки са обществените служби за помощ, които включват амбулаторни центрове, посещения от членове на службата за психично-здравни грижи, осигуряване на трудова заетост и групи за подкрепа. Някои доказателства сочат, че редовните физически упражнения оказват положителен ефект върху физическото и психическото здраве на хората с шизофрения.

### Лекарствени средства
Психиатричното лечение за шизофрения от първи ред е антипсихотично лекарство, което може да намали позитивните симптоми на психоза в рамките на около 7 – 14 дни. Антипсихотичните средства обаче не успяват значително да намалят негативните симптоми и когнитивната дисфункция. Дълготрайната употреба намалява риска от възобновяване на симптомите.
Изборът антипсихотично лекарство се основава на преценка на ползите, рисковете и разходите. Все още е спорно кой клас лекарства е по-добър – типичните или атипичните антипсихотици. И двата класа са с еднакви процентни стойности на отпадане и възобновяване на симптомите, когато типичните се използват в ниски до умерени дози. Добър отговор към лечението има при 40 – 50%, частичен отговор при 30 – 40%, а резистентност към лечението (симптомите не се поддават на успешно лечение дори след шест седмици на прилагане на две до три различни антипсичотични средства) при 20% от болните. Клозапинът се явява ефикасно лечение за болни, при които не е получен задоволителен отговор на лечение с други лекарства, но има потенциално сериозен страничен ефект агранулоцитоза (понижен брой на левкоцитите) при 1 – 4%.
По отношение на страничните ефекти типичните антипсихотични средства се свързват с по-голям брой екстрапирамидалните странични ефекти, докато атипичните средства се свързват със значително напълняване, диабет и риск от развиване на метаболитен синдром. Въпреки че екстрапирамидалните странични ефекти са по-малко при атипичните средства, тези разлики между двата класа са умерено изразени. Някои атипични средства като кветиапин и рисперидон се свързват с по-голям риск от смърт, в сравнение с антипсихотика перфеназин, а клозапин се свързва с по-нисък риск от смърт. Остава неясно дали по-новите антипсихотици намаляват шансовете от развиване на злокачествен невролептичен синдром, рядко срещано, но сериозно неврологично нарушение.
При хората, които не желаят или не са способни редовно да приемат лекарство за постигане на контрол, може да се прилагат „депо“ форми на антипсихотици с дълготрайно действие. Те намаляват риска от възобновяване на симптомите в много по-голяма степен от пероралните лекарства. Когато се използват в комбинация с психо-социални интервенции, те могат да подобрят дълготрайното придържане към предписаното лечение.

### Психологични средства
При лечението на шизофрения може да се използват редица психологични интервенции, които включват: семейна терапия, активно интегриране на обществени грижи, осигуряване на трудова заетост, когнитивна ремедиация, трениране на уменията, когнитивна поведенческа терапия (КПТ), прилагане на „жетонна система“ за награждаване като поощрение и психо-социални интервенции за контрол на употребата на психоактивни вещества и контрол на телесното тегло. Семейната терапия или обучението, насочено към цялата семейна система на пациента, може да намали инцидентността на възобновяване на симптомите и хоспитализациите. Доказателствата за ефикасността на КПТ по отношение на намаляване на симптомите или предотвратяване на възобновяването им са минимални. Терапиите, които включват ангажираност в изкуството или театъра, все още не са добре проучени.

## Прогноза
Шизофренията налага огромни човешки и икономически разходи. Очакваната обща продължителност на живота на болните е с 15 – 20 години по-малка от тази на общото население, главно поради това, че се свързва с потенциално затлъстяване, заседнал начин на живот и пушене, като повишеният процент на случаите на самоубийство, свързван с това заболяване, играе по-малка роля . Разликите в очакваната продължителност на живота се увеличиха за периода между 70-те и 90-те години на 20 век,  а между 90-те години на 20 век и първото десетилетие на 21 век не настъпиха значителни промени при наличието вече на здравна система с открит достъп за лечение (Финландия).
Шизофренията е една от основните причини за инвалидност (недееспособност), като активната психоза се нарежда сред трите най-инвалидизиращи състояния след квадриплегия и деменция и преди параплегия и слепота. Приблизително три четвърти от болните с шизофрения са с трайна недееспособност с възобновяване на симптомите. Някои хора наистина се възстановяват напълно, а други функционират добре в обществото. Повечето болни с шизофрения водят самостоятелен живот с помощта на обществените служби. При хората с първи епизод на психоза добър дълготраен изход от епизода може да се очаква при 42%, средно добър изход при 35%, а неблагоприятен изход при 27% от случаите. Изходите от епизодите на шизофрения изглежда са по-добри в развиващите се страни, в сравнение с развитите страни. Тези изчисления обаче се оспорват.
С шизофренията се свързва също и по-висок от средното процент на случаите на самоубийство. Цитират се 10%, но един по-актуален анализ на проучвания и статистически данни коригира тази цифра на 4,9%, като най-често инцидентите са в периода на първоначалната проява на заболяването или на първата хоспитализация. Броят на хората, които са правили опит за самоубийство поне веднъж е с няколко пъти повече (20 до 40%). Рисковите фактори са много, в това число мъжки пол, депресия и висок коефициент на интелигентност.
Връзката между шизофрения и пушене е доказано силна в различни проучвания от целия свят. При хората с шизофрения употребата на цигари е особено висока, като е изчислено, че от 80% до 90% от тях са редовни пушачи, в сравнение с едва до 20% при редовното население, което не страда от заболяването. Онези от тях, които пушат, са с тенденция да пушат твърде много, като освен това пушат цигари с по-високо съдържание на никотин. Някои доказателства предполагат, че параноидната шизофрения е с по-добра прогноза от другите типове шизофрения по отношение на независим начин на живот и професионална функционалност.

## Епидемиология
Към 2011 г. шизофренията засяга около 0,3 – 0,7% от хората в определен период от живота им или 24 милиона души по света. Заболяването засяга 1,4 пъти по-често мъжете, отколкото жените и обикновено се проявява по-рано при мъжете – най-често първоначалната проява е на възраст 20 – 28 години при мъжете и 26 – 32 години при жените. Появата на заболяването в детска възраст е много по-рядко явление, както е и първоначалната поява в средна или старческа възраст. Въпреки твърдението, че шизофренията се проявява с подобни процентни стойности на инцидентност по света, разпространението на заболяването е различно както в различните райони на света в глобален план,